# Leslie William Sutherland
Leslie William Sutherland, ps. Woodie (ur. 17 grudnia 1892, zm. 24 października 1967) – as lotnictwa australijskiego RAAFu z 8 potwierdzonymi zwycięstwami w I wojnie światowej.

## Życiorys
Leslie William Sutherland zaciągnął się do Armii Australijskiej 19 sierpnia 1914 roku. Po służbie w the Signals Service i the Light Horse, w 1917 roku został przyjęty do Royal Australian Air Force.
Do jednostki No. 1 Squadron RAAF dołączył w końcu 1917 roku. Latał na samolocie Royal Aircraft Factory B.E.2 i walczył w Palestynie z Niemcami i Turkami jako obserwator. Pierwsze zwycięstwo powietrzne odniósł 3 stycznia 1918 roku. Ostatnie 6 zwycięstw odniósł z pilotem Edwardem Patrickiem Kenny’m. 
Po zakończeniu wojny w 1919 roku powrócił do Australii. Ze służby odszedł w marcu 1919 roku. Leslie Sutherland opublikował swoje wspomnienia z okresu służby w 1 AFC. Wspomnienia zostały wydane w formie książkowej w 1936 roku pod tytułem Aces and Kings. Zmarł 24 października 1967.